# Élections législatives tongiennes de 2017
Des élections législatives anticipées se tiennent au Royaume des Tonga le 16 novembre 2017 afin d'élire les vingt-six membres du Fale Alea, l'Assemblée législative. Les Tonga sont une monarchie constitutionnelle et une démocratie parlementaire.
Il s'agit d'élections anticipées, le roi Tupou VI ayant fait un usage inédit de son pouvoir de dissoudre l'Assemblée un an avant l'issue de la législature normale. Le Parti démocrate des îles des Amis, du Premier ministre sortant ʻAkilisi Pohiva, remporte la majorité absolue, lui permettant pour la première fois de gouverner sans avoir nécessairement le soutien d'indépendants ou de membres de la noblesse.

## Système électoral

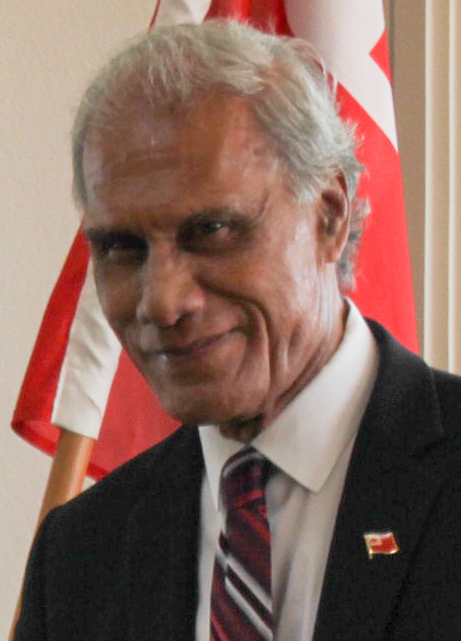
ʻAkilisi Pohiva, premier ministre sortant et chef du Parti démocrate des îles des Amis

Il s'agit des troisièmes élections depuis les réformes démocratiques qui ont conféré en 2010 une majorité de sièges aux élus du peuple. Les citoyens roturiers élisent pour quatre ans dix-sept députés, tandis que les membres de la noblesse tongienne élisent neufs nobles héréditaires pour les représenter. Le roi Tupou VI conserve la possibilité de nommer des députés supplémentaires, mais uniquement sur recommandation de son Premier ministre. À la suite des élections, l'Assemblée doit renouveler sa confiance dans le Premier ministre sortant, ʻAkilisi Pohiva, ou bien choisir un nouveau Premier ministre, qui sera alors formellement nommé par le roi.
Le pays est divisé en dix-sept circonscriptions uninominales pour l'élection des dix-sept représentants du peuple. Y sont superposées les quatre circonscriptions pour l'élection des représentants de la noblesse : une circonscription couvrant Tongatapu et ʻEua (quatre sièges), une couvrant les îles Vavaʻu (deux sièges), une les îles Haʻapai (deux sièges), et une les îles de Niuafoʻou et Niuatoputapu (un siège). Dans toutes les circonscriptions, le scrutin majoritaire à un tour, hérité du modèle britannique, est employé.
Tous les citoyens tongiens âgés d'au moins 21 ans, autres que les nobles et les membres de la famille royale, peuvent élire les représentants du peuple, dans leurs circonscriptions respectives. Seules sont exclues les « personnes mentalement inaptes » et les « personnes sous le coup de poursuites pour endettement ». Quant aux circonscriptions pour la noblesse, le droit de vote est accordé aux membres de la noblesse héréditaire et aux pairs à vie. Avant 2017, seuls les pairs héréditaires ont le droit d'être élus comme représentants de la noblesse ; ce droit est étendu aux pairs à vie pour la première fois cette année. Il y a trente-trois titres de noblesse héréditaires, tous réservés aux hommes. Certains sont ponctuellement vacants ; d'autres appartiennent à des membres de la famille royale. En 2017 il y a cinq pairs à vie (tous masculins), roturiers élevés à un titre de noblesse par le monarque. Ils sont : Lord Matoto, Lord Sevele, Lord Tupou, Lord Dalgety, et Lord Tangi. Deux autres pairs à vie (Lord Tufui et Lord Madraiwiwi Tangatatonga) sont décédés en 2016, durant la législature sortante.

## Partis politiques et gouvernement sortant
Le Parti démocrate (PDIA) est le seul parti politique conséquent du pays. Le Parlement sortant compte dix députés roturiers membres de ce parti, sept députés roturiers sans étiquette politique, et neuf représentants de la noblesse, dont aucun n'a d'étiquette politique. Le gouvernement issu des élections de 2014 est une coalition de roturiers membres du PDIA et sans étiquette, dirigée par ʻAkilisi Pohiva (PDIA). Ce dernier, dirigeant historique du mouvement de campagne pour la démocratie, est le premier roturier à avoir été élu Premier ministre par un Parlement tongien majoritairement élu, à la suite des réformes institutionnelles de 2010.
Le 25 août 2017, le roi Tupou VI limoge subitement le Premier ministre et son gouvernement, dissout l'Assemblée, et ordonne la tenue d'élections anticipées pour la mi-novembre au plus tard, un an avant l'échéance prévue. ʻAkilisi Pohiva avait été accusé de « népotisme, d'incompétence et de mauvaise gestion des finances » par ses adversaires durant ses deux années et demie à la tête du gouvernement, et les représentants de la noblesse à l'Assemblée s'étaient livrés à un « effort concerté » pour obtenir sa destitution. Le 26 août, le roi stipule que le gouvernement Pohiva servira de gouvernement par intérim jusqu'aux élections. Le 28 août, le président de l'Assemblée législative, Lord Tuʻivakano, explique qu'il avait porté à l'attention du roi ses inquiétudes concernant le gouvernement, notamment le projet de loi visant à transférer du roi au conseil des ministres le pouvoir de nommer le procureur général et le chef de la police, ainsi que l'apparente intention du Premier ministre de signer des accords internationaux (la Convention sur l'élimination de toutes les formes de discrimination à l'égard des femmes et le traité de libre-échange régional PACER Plus) sans demander l'accord du roi.
Pour ces élections, le Parti démocrate présente dix-sept candidats, un dans chaque circonscription. Les anciens députés démocrates ‘Isileli Pulu et Sunia Fili, devenus opposants au gouvernement, créent pour ces élections le Parti de l'action pour les pauvres (Langafonua ‘a e Masiva), qui présente cinq candidats,. 

## Résultats
Le Parti démocrate progresse, remportant quatorze sièges, soit la majorité absolue pour la première fois de son histoire. ʻAkilisi Pohiva et l'ensemble de ses ministres remportent leurs circonscriptions respectives, conservant leurs sièges de députés,. 

### Par parti
|                           |                                    |          |          |        |               |  |  |  |  |  |  |  |  |  |  |
| Parti                     | Parti                              | Voix     | %        | Sièges | +/-           |  |  |  |  |  |  |  |  |  |  |
|                           | Parti démocrate des îles des Amis  | 17 555   | 44,48    | 14     | 5             |  |  |  |  |  |  |  |  |  |  |
|                           | Parti de l'action pour les pauvres | 2 309    | 5,19     | 0      | Nv            |  |  |  |  |  |  |  |  |  |  |
|                           | Indépendants                       | 19 864   | 50,33    | 3      | 5             |  |  |  |  |  |  |  |  |  |  |
|                           | Noblesse                           | Noblesse | Noblesse | 9      | en stagnation |  |  |  |  |  |  |  |  |  |  |
|                           |                                    |          |          |        |               |  |  |  |  |  |  |  |  |  |  |
| Suffrages exprimés        | Suffrages exprimés                 | 39 463   | 99,85    |        |               |  |  |  |  |  |  |  |  |  |  |
| Votes blancs et invalides | Votes blancs et invalides          | 60       | 0,15     |        |               |  |  |  |  |  |  |  |  |  |  |
| Total                     | Total                              | 39 523   | 100      | 26     | en stagnation |  |  |  |  |  |  |  |  |  |  |
| Abstentions               | Abstentions                        | 19 480   | 33,02    |        |               |  |  |  |  |  |  |  |  |  |  |
| Inscrits/Participation    | Inscrits/Participation             | 59 003   | 66,98    |        |               |  |  |  |  |  |  |  |  |  |  |

### Représentants du peuple
Liste complète des résultats par circonscription :
Tongatapu 1
| Candidat | Candidat                | Parti           | Voix  | %       | Résultat | Remarques                |
| -------- | ----------------------- | --------------- | ----- | ------- | -------- | ------------------------ |
|          | ʻAkilisi Pohiva         | Parti démocrate | 1 376 | 50,51 % | réélu    | Premier ministre sortant |
|          | Netatua Taufatofua      | (inconnu)       | 352   |         |          |                          |
|          | Sione Tukia             | (inconnu)       | 279   |         |          |                          |
|          | Ofo-Mei-Vaha Niumeitolu | (inconnu)       | 196   |         |          |                          |
|          | Mosese Manuofetoa       | (inconnu)       | 128   |         |          |                          |
|          | Siotame Drew Havea      | (inconnu)       | 109   |         |          |                          |
|          | Siale ‘Ataongo Puloka   | (inconnu)       | 80    |         |          |                          |
|          | Ana Kanume Bing Fonua   | (inconnu)       | 79    |         |          |                          |
|          | Sione Tupouniua         | (inconnu)       | 62    |         |          |                          |
|          | Barry Smith Taukolo     | (inconnu)       | 49    |         |          |                          |
|          | ‘Eliesa Fifita          | (inconnu)       | 14    |         |          |                          |

Tongatapu 2
| Candidat | Candidat               | Parti                              | Voix  | %       | Résultat | Remarques                                                   |
| -------- | ---------------------- | ---------------------------------- | ----- | ------- | -------- | ----------------------------------------------------------- |
|          | Semisi Sika            | Parti démocrate                    | 1 111 | 52,11 % | réélu    | ministre sortant des Infrastructures et des Travaux publics |
|          | Sione Tu‘itavake Fonua | Parti de l'action pour les pauvres | 466   |         |          |                                                             |
|          | Soane Fifita           | (inconnu)                          | 275   |         |          |                                                             |
|          | ‘Ema Stephenson        | (inconnu)                          | 260   |         |          |                                                             |
|          | Fisi‘ipeau Faiva       | (inconnu)                          | 20    |         |          |                                                             |

Tongatapu 3
| Candidat | Candidat         | Parti           | Voix  | %       | Résultat | Remarques     |
| -------- | ---------------- | --------------- | ----- | ------- | -------- | ------------- |
|          | Siaosi Sovaleni  | sans étiquette  | 1 421 | 44,38 % | réélu    |               |
|          | Tevita Palu      | (inconnu)       | 931   |         |          |               |
|          | Katalina Tohi    | Parti démocrate | 609   | 19,02 % |          |               |
|          | Mele ‘Amanaki    | (inconnu)       | 156   |         |          |               |
|          | Sitiveni Halapua | sans étiquette  | 82    |         |          | ancien député |
|          | Tonga Soane      | (inconnu)       | 3     |         |          |               |

Tongatapu 4
| Candidat | Candidat          | Parti                              | Voix  | %       | Résultat | Remarques                     |
| -------- | ----------------- | ---------------------------------- | ----- | ------- | -------- | ----------------------------- |
|          | Mateni Tapueluelu | Parti démocrate                    | 1 436 | 60,29 % | réélu    | ministre sortant de la Police |
|          | Seketi Fuko       | (inconnu)                          | 387   |         |          |                               |
|          | ‘Isileli Pulu     | Parti de l'action pour les pauvres | 216   |         |          | ancien député                 |
|          | Tevita Motulalo   | (inconnu)                          | 138   |         |          |                               |
|          | Poli Tuaileva     | (inconnu)                          | 136   |         |          |                               |
|          | Litia Simpson     | (inconnu)                          | 69    |         |          |                               |

Tongatapu 5
| Candidat | Candidat        | Parti           | Voix  | %       | Résultat | Remarques      |
| -------- | --------------- | --------------- | ----- | ------- | -------- | -------------- |
|          | Losaline Ma‘asi | Parti démocrate | 1 034 | 35,40 % | élue     |                |
|          | ‘Aisake ‘Eke    | sans étiquette  | 953   | 32,63 % |          | député sortant |
|          | ‘Ana Koloto     | (inconnu)       | 527   |         |          |                |
|          | Fe‘ofa‘aki Latu | (inconnu)       | 311   |         |          |                |
|          | Viliami Mangisi | (inconnu)       | 96    |         |          |                |

Tongatapu 6
| Candidat | Candidat            | Parti                              | Voix  | %       | Résultat | Remarques |
| -------- | ------------------- | ---------------------------------- | ----- | ------- | -------- | --- |
|          | Poasi Tei           | Parti démocrate                    | 1 426 | 48,79 % | réélu    | avait été élu sans étiquette en 2014 ; ministre sortant de l'Environnement, des Communications et des Entreprises publiques |
|          | Soane ‘Ahio         | (inconnu)                          | 672   |         |          | |
|          | Siosifa Tu‘utafaiva | Parti de l'action pour les pauvres | 425   |         |          | |
|          | Sione Tafuna        | (inconnu)                          | 325   |         |          | |
|          | Fisi‘itotoa Kaufusi | (inconnu)                          | 75    |         |          | |

Tongatapu 7
| Candidat | Candidat               | Parti                              | Voix  | %       | Résultat | Remarques                                                             |
| -------- | ---------------------- | ---------------------------------- | ----- | ------- | -------- | --------------------------------------------------------------------- |
|          | Sione Vuna Faʻotusia   | Parti démocrate                    | 1 274 | 48,76 % | réélu    | ministre de la Justice sortant ; avait été élu sans étiquette en 2014 |
|          | Sione Sangster Saulala | Parti de l'action pour les pauvres | 726   |         |          | ancien député                                                         |
|          | Mavaetangi Manavahetau | (inconnu)                          | 217   |         |          |                                                                       |
|          | Sione Hufanga          | (inconnu)                          | 191   |         |          |                                                                       |
|          | ‘Olikoni Tanaki        | (inconnu)                          | 133   |         |          |                                                                       |
|          | Talanoa Kitekei‘aho    | (inconnu)                          | 63    |         |          |                                                                       |
|          | Tevita Silatolu        | (inconnu)                          | 63    |         |          |                                                                       |

Tongatapu 8
| Candidat | Candidat           | Parti           | Voix  | %       | Résultat | Remarques                         |
| -------- | ------------------ | --------------- | ----- | ------- | -------- | --------------------------------- |
|          | Semisi Fakahau     | Parti démocrate | 1 183 | 46,93 % | réélu    | ministre sortant de l'Agriculture |
|          | Viliami Sisifa     | (inconnu)       | 596   |         |          |                                   |
|          | Penisimani Teisina | (inconnu)       | 484   |         |          |                                   |
|          | Mosa‘ati Vaipulu   | (inconnu)       | 187   |         |          |                                   |
|          | Viliami Taufa      | (inconnu)       | 71    |         |          |                                   |

Tongatapu 9
| Candidat | Candidat          | Parti           | Voix  | %       | Résultat | Remarques                                        |
| -------- | ----------------- | --------------- | ----- | ------- | -------- | ------------------------------------------------ |
|          | Penisimani Fifita | Parti démocrate | 1 302 | 49,75 % | réélu    | ministre sortant de l'Intérieur et de la Culture |
|          | Siamelie Latu     | (inconnu)       | 537   |         |          |                                                  |
|          | Vika Fusimalohi   | (inconnu)       | 488   |         |          |                                                  |
|          | Timote Laume      | (inconnu)       | 290   |         |          |                                                  |

Tongatapu 10
| Candidat | Candidat           | Parti           | Voix  | %       | Résultat | Remarques                                                 |
| -------- | ------------------ | --------------- | ----- | ------- | -------- | --------------------------------------------------------- |
|          | Pohiva Tuʻiʻonetoa | Parti démocrate | 1 631 | 58,15 % | réélu    | ministre sortant de l'Environnement et des Communications |
|          | Soane Kautai       | (inconnu)       | 593   |         |          |                                                           |
|          | Loupua Kuli        | (inconnu)       | 407   |         |          |                                                           |
|          | Daniel Fale        | (inconnu)       | 174   |         |          |                                                           |

ʻEua 11
| Candidat | Candidat           | Parti                              | Voix | %       | Résultat | Remarques                              |
| -------- | ------------------ | ---------------------------------- | ---- | ------- | -------- | -------------------------------------- |
|          | Tevita Lavemaau    | sans étiquette                     | 790  | 37,49 % | réélu    | élu en 2014 sous l'étiquette démocrate |
|          | Taniela Fusimalohi | (inconnu)                          | 519  |         |          |                                        |
|          | Sunia Fili         | Parti de l'action pour les pauvres | 476  |         |          | ancien député                          |
|          | Sunia Havea        | Parti démocrate                    | 310  | 14,71 % |          |                                        |
|          | Hale Telepo        | (inconnu)                          | 6    |         |          |                                        |
|          | Silivia Mahe       | (inconnu)                          | 6    |         |          |                                        |

Haʻapai 12
| Candidat | Candidat     | Parti           | Voix | %       | Résultat | Remarques      |
| -------- | ------------ | --------------- | ---- | ------- | -------- | -------------- |
|          | Moʻale Finau | Parti démocrate | 635  | 39,84 % | élu      | ancien député  |
|          | Vili Hingano | sans étiquette  | 588  | 36,89 % |          | député sortant |
|          | Finau Uata   | (inconnu)       | 371  |         |          |                |

Haʻapai 13
| Candidat | Candidat         | Parti           | Voix | %       | Résultat | Remarques |
| -------- | ---------------- | --------------- | ---- | ------- | -------- | --------- |
|          | Veivosa Taka     | Parti démocrate | 905  | 56,88 % | réélu    |           |
|          | ʻEsafe Latu      | (inconnu)       | 589  |         |          |           |
|          | ʻElikisoni Langi | (inconnu)       | 97   |         |          |           |

Vavaʻu 14
| Candidat | Candidat       | Parti           | Voix  | %       | Résultat | Remarques                                                 |
| -------- | -------------- | --------------- | ----- | ------- | -------- | --------------------------------------------------------- |
|          | Saia Piukala   | Parti démocrate | 1 366 | 61,28 % | réélu    | élu sans étiquette en 2014 ; ministre sortant de la Santé |
|          | Latu Lepolo    | (inconnu)       | 495   |         |          |                                                           |
|          | Matini Veikune | (inconnu)       | 368   |         |          |                                                           |

Vavaʻu 15
| Candidat | Candidat          | Parti           | Voix | %       | Résultat | Remarques                                        |
| -------- | ----------------- | --------------- | ---- | ------- | -------- | ------------------------------------------------ |
|          | Samiu Vaipulu     | sans étiquette  | 684  | 32,33 % | réélu    |                                                  |
|          | Tomifa Paea       | Parti démocrate | 608  | 28,73 % |          |                                                  |
|          | ‘Anisi Bloomfield | sans étiquette  | 494  |         |          | avait été le candidat du Parti démocrate en 2014 |
|          | Keuli Lavaki      | (inconnu)       | 184  |         |          |                                                  |
|          | Sinali Hansen     | (inconnu)       | 83   |         |          |                                                  |
|          | Tongovua Fifita   | (inconnu)       | 63   |         |          |                                                  |

Vavaʻu 16
| Candidat | Candidat          | Parti           | Voix | %       | Résultat | Remarques                                  |
| -------- | ----------------- | --------------- | ---- | ------- | -------- | ------------------------------------------ |
|          | ‘Akosita Lavulavu | Parti démocrate | 921  | 43,26 % | réélue   | élue lors d'une élection partielle en 2016 |
|          | Viliami Latu      | sans étiquette  | 728  |         |          | ancien député                              |
|          | ‘Atalasa Pouvalu  | (inconnu)       | 287  |         |          |                                            |
|          | Viliami Lolohea   | (inconnu)       | 171  |         |          |                                            |
|          | ‘Aisea Silivenusi | (inconnu)       | 22   |         |          |                                            |

Niuas 17
| Candidat | Candidat       | Parti           | Voix | %       | Résultat | Remarques      |
| -------- | -------------- | --------------- | ---- | ------- | -------- | -------------- |
|          | Vatau Mefi Hui | Parti démocrate | 428  | 51,11 % | élu      |                |
|          | Fe‘ao Vakata   | sans étiquette  | 419  |         |          | député sortant |

### Représentants de la noblesse
La noblesse tongienne est composée de trente-trois titres héréditaires et (en 2017) de cinq titres de pairs à vie. Les nobles héréditaires sont éligibles sans déclarer formellement leur candidature ; les pairs à vie ne sont éligibles que s'ils font acte de candidature, ce qu'aucun ne fait pour ce scrutin.
Sept des neuf représentants sortants sont réélus. À Tongatapu, le quatrième siège est attribué par tirage au sort, deux des nobles ayant recueilli le même nombre de suffrages,.
Liste des élus :
Tongatapu et ʻEua (quatre sièges)
| Candidat | Candidat        | Voix | +/- | Résultat                   | Remarques                                            |
| -------- | --------------- | ---- | --- | -------------------------- | ---------------------------------------------------- |
|          | Lord Tuʻivakano | 12   | +4  | réélu                      | président sortant de l'Assemblée                     |
|          | Lord Maʻafu     | 11   | +1  | réélu                      | vice-Premier ministre et ministre des Terres sortant |
|          | Lord Nuku       | 10   | +3  | réélu                      |                                                      |
|          | Lord Vahaʻi     | 7    | Nv  | élu (tirage au sort)       |                                                      |
|          | Lord Vaea       | 7    | -4  | non-réélu (tirage au sort) | député sortant                                       |
|          | Lord Lasike     | 4    | Nv  |                            |                                                      |

Haʻapai (deux sièges)
| Candidat | Candidat           | Voix | +/- | Résultat  | Remarques |
| -------- | ------------------ | ---- | --- | --------- | --------- |
|          | Lord Tuʻihaʻangana | 5    | +1  | réélu     |           |
|          | Lord Fakafanua     | 3    | Nv  | élu       |           |
|          | Lord Tuʻihaʻateiho | 0    | -4  | non-réélu |           |

Vavaʻu (deux sièges)
| Candidat | Candidat        | Voix | +/- | Résultat | Remarques |
| -------- | --------------- | ---- | --- | -------- | --------- |
|          | Lord Tuʻilakepa | 6    | +2  | réélu    |           |
|          | Lord Tuʻiʻafitu | 5    | +0  | réélu    |           |

Niuas (un siège)
| Candidat | Candidat      | Voix | +/- | Résultat | Remarques |
| -------- | ------------- | ---- | --- | -------- | --------- |
|          | Lord Fusituʻa | 3    | +1  | réélu    |           |

### Formation du gouvernement
Le 18 décembre, l'Assemblée procède à l'élection du Premier ministre. ʻAkilisi Pohiva est reconduit à cette fonction par quatorze voix contre douze pour son concurrent sans étiquette Siaosi Sovaleni, roturier soutenu par la noblesse. Lord Fakafanua, seul candidat à la présidence de l'Assemblée, est par ailleurs déclaré élu à cette fonction. ʻAkilisi Pohiva est formellement nommé Premier ministre par le roi Tupou VI le 2 janvier 2018, pour un nouveau mandat de quatre ans. Son gouvernement entre en fonction le 18 janvier.

## Suites
Après deux semaines d'hospitalisation, le Premier ministre meurt d'une pneumonie le 12 septembre 2019,. En amont de l'élection du nouveau dirigeant, quatre députés démocrates dont deux ministres (le ministre des Finances Pohiva Tuʻiʻonetoa, le ministre de la Justice Vuna Faʻotusia, et les députés Akosita Lavulavu et Vavatau Hui) rejoignent les bancs de l'opposition, conférant ainsi au bloc des nobles et des députés roturiers conservateurs et indépendants une majorité des sièges. Pohiva Tuʻiʻonetoa annonce la formation d'un nouveau parti politique, le Parti populaire. Le 27 septembre, il est élu Premier ministre par quinze voix contre huit pour Semisi Sika, qui assurait par intérim la direction du gouvernement sortant. Pohiva Tuʻiʻonetoa forme son gouvernement le jour-même, y incluant des membres des trois groupes de la nouvelle majorité parlementaire (les nobles, les roturiers conservateurs sans étiquette, et les membres du Parti démocrate ayant fait défection).
L'élection partielle du 28 novembre 2019 dans la circonscription de Tongatapu 1, pour le siège laissé vacant par la mort d'ʻAkilisi Pohiva, est remportée de justesse par Siaosi Pohiva, candidat démocrate et fils aîné du Premier ministre défunt. Il obtient 1 160 voix (50,3%) contre 1 144 (49,7 %) pour la candidate du nouveau gouvernement, la climatologue Netatua Pelesikoti.
Le 6 août 2020, le siège de Lord Fusituʻa est déclaré vacant par Lord Fakafanua, le président de l'Assemblée. Hospitalisé à Auckland d'août à décembre 2019, le représentant de la noblesse pour la circonscription des Niuas est resté ensuite en Nouvelle-Zélande et n'a plus siégé,. Une élection partielle a lieu le 31 août. Les trois électeurs sont les trois nobles de la circonscription des Niuas : Lord Fotofili, Lord Fusituʻa et Lord Tangipa. Lord Fusituʻa, bien que résidant toujours en Nouvelle-Zélande, est réélu avec deux voix, contre une pour Lord Tangipa.